# Петровский, Александр Алексеевич
Алекса́ндр Алексе́евич Петро́вский (род. 3 марта 1989, Ташкент) — российский шоссейный и трековый велогонщик. На треке с 2007 года член сборной России, в командных гонках преследования является чемпионом всероссийских первенств, призёром молодёжных чемпионатов Европы и мира, участник летних Олимпийских игр в Пекине. На шоссе с 2009 года выступает на профессиональном уровне за континентальный фарм-клуб «Катюши». Мастер спорта международного класса.

## Биография
Александр Петровский родился 3 марта 1989 года в городе Ташкенте Узбекской ССР, однако впоследствии переехал на постоянное жительство в Москву. Активно заниматься велоспортом начал в раннем детстве, проходил подготовку в специализированной детско-юношеской спортивной школе олимпийского резерва, тренировался под руководством таких специалистов как Б. С. Зимин, В. А. Прилуцкий, А. В. Бормотов. Состоял в Московском городском физкультурно-спортивном объединении и в столичном физкультурно-спортивном обществе «Динамо».
Первого серьёзного успеха добился в 2007 году, когда попал в юниорскую сборную России по трековым велогонкам и побывал на юниорском чемпионате Европы в Германии, откуда привёз награды серебряного и бронзового достоинства, выигранные в мэдисоне и командной гонке преследования соответственно. Позже съездил на чемпионат мира среди юниоров в Мексику, где получил серебро в командном преследовании и стал чемпионом в Мэдисоне. Год спустя выиграл серебряную медаль на европейском первенстве в польском городе Прушкуве и благодаря череде удачных выступлений удостоился права защищать честь страны в командных гонках преследования на летних Олимпийских играх 2008 года в Пекине. Вместе с партнёрами по команде Алексеем Марковым, Александром Серовым и Николаем Трусовым показал восьмое время в квалификации, после чего встретился с сильной британской командой во главе с олимпийским чемпионом Брэдли Уиггинсом и проиграл им, расположившись в итоговом протоколе на шестой строке.
В 2009 году в командной гонке преследования Петровский одержал победу на молодёжном чемпионате Европы в Минске, однако бо́льшую часть сезона посвятил шоссейным велогонкам, присоединившись к континентальному фарм-клубу «Катюши». Принял участие во многих гонках, в том числе был бронзовым призёром стартового этапа гран-при Португалии и получил бронзу на третьем этапе гран-при Удмуртии.
За выдающиеся спортивные достижения удостоен почётного звания «Мастер спорта России международного класса».